# Edward Higgins White
Edward Higgins White II (ur. 14 listopada 1930 w San Antonio, zm. 27 stycznia 1967 na Przylądku Canaveral) – amerykański astronauta, podpułkownik United States Air Force. Pierwszy Amerykanin, który dokonał wyjścia w otwartą przestrzeń kosmiczną.

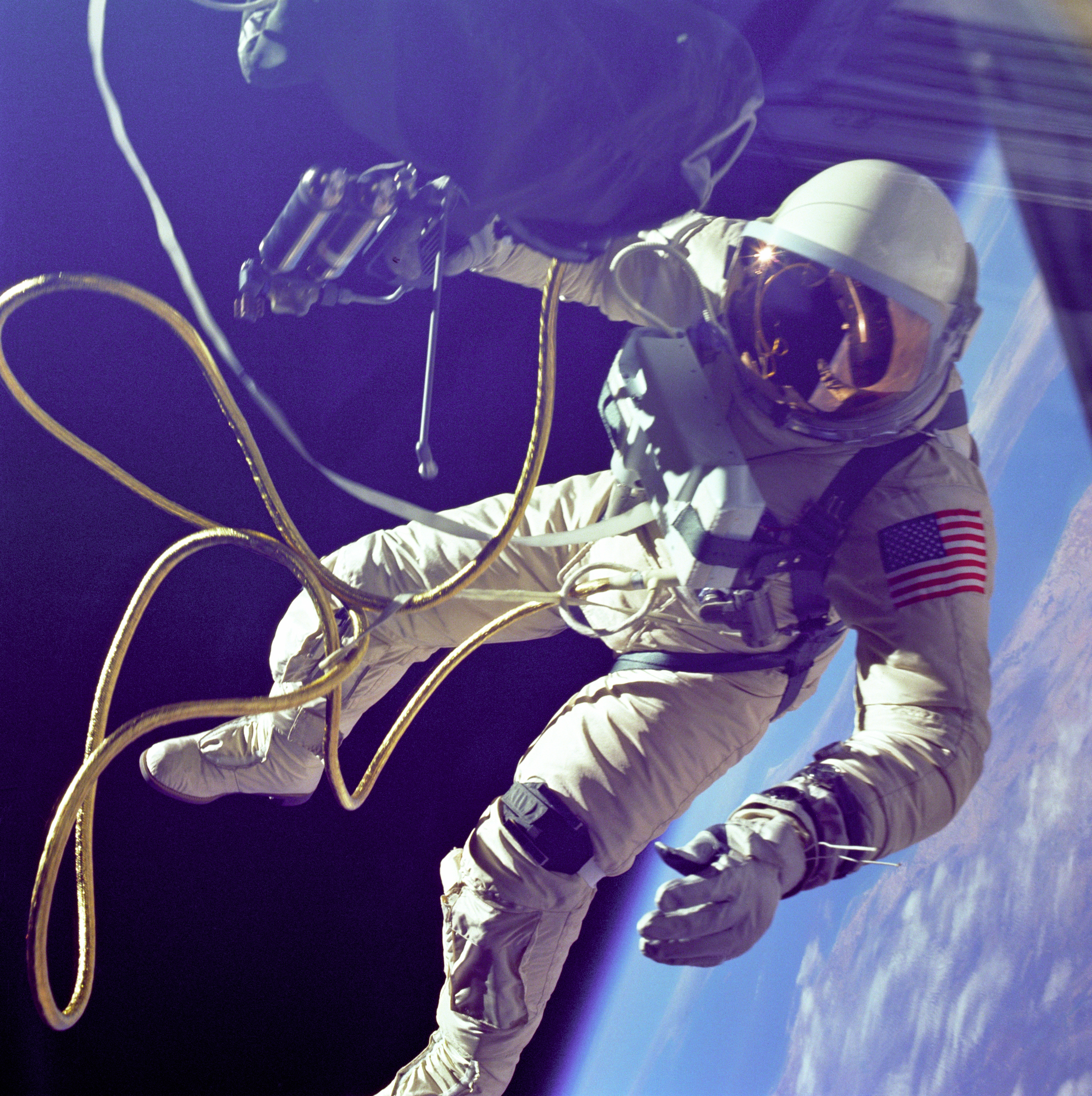
Ed White podczas spaceru kosmicznego (misja Gemini 4), 1965

## Życiorys
W 1952 ukończył Akademię Wojskową Stanów Zjednoczonych w West Point, a w 1959 stanowy Uniwersytet Michigan. Szkolenie lotnicze odbył na Florydzie i w Teksasie. W 1959 przeszedł szkolenie pilota-oblatywacza w kalifornijskiej bazie lotniczej Edwards. Później służył jako pilot doświadczalny w wojskowej bazie lotniczej w Ohio. Do czasu powołania go w 1962 do grupy astronautów NASA latał jako pilot doświadczalny. Razem z Jamesem McDivittem od 3 do 7 czerwca 1965 odbył lot kosmiczny w statku Gemini 4, podczas którego jako pierwszy Amerykanin, a po Aleksieju Leonowie – drugi człowiek, dokonał wyjścia na zewnątrz statku w otwartą przestrzeń kosmiczną. Użył do tego celu pistoletu odrzutowego. W czasie pobytu w otwartym kosmosie zgubił rękawicę, która przez kilkanaście lat pozostawała śmieciem kosmicznym, a potem najprawdopodobniej spaliła się w atmosferze.

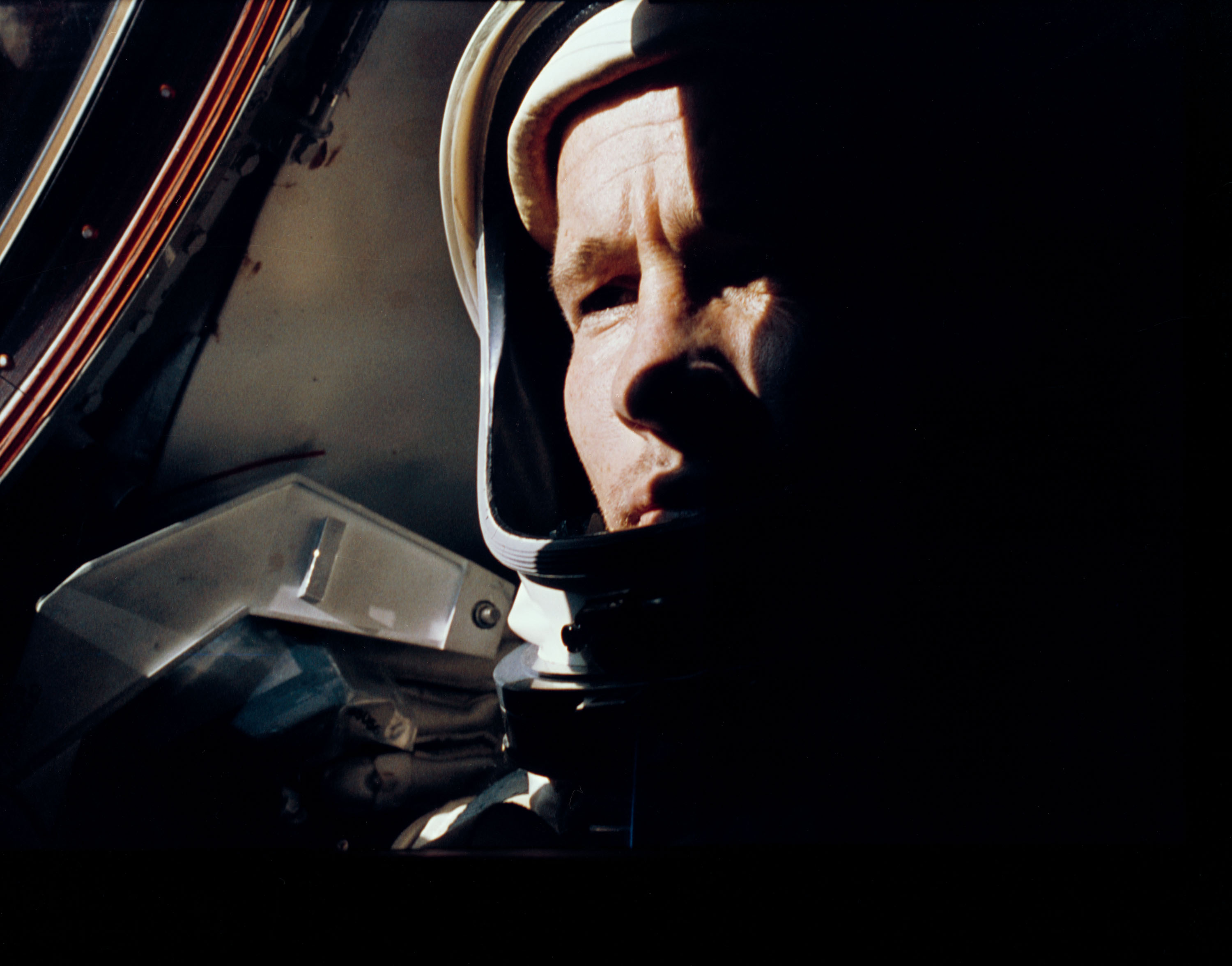
Edward H. White II, pilot Gemini IV, fotografia wykonana na pokładzie statku kosmicznego Gemini-Titan 4 podczas czterodniowej misji orbitalnej Ziemi. Zdjęcie: NASA

Zginął 27 stycznia 1967 podczas pożaru kabiny Apollo 1 na wyrzutni na Przylądku Kennedy’ego razem z astronautami Virgilem Grissomem i Rogerem Chaffee. Kongres Stanów Zjednoczonych odznaczył go pośmiertnie Kosmicznym Medalem Honoru (Congressional Space Medal of Honor).
Stowarzyszenie Uczestników Lotów Kosmicznych (Association of Space Explorers) przyznało mu pośmiertnie Universal Astronaut Insignia za lot orbitalny (nr 19).